# Юдіна (Ірбітський міський округ)
Ю́діна (рос. Юдина) — присілок у складі Ірбітського міського округу Свердловської області.
Населення — 32 особи (2010, 69 у 2002).
Національний склад населення станом на 2002 рік: росіяни — 100 %.